# Osso palatino
O osso palatino está situado atrás da cavidade nasal entre o maxila e o esfenoide. Ele contribui na formação das paredes de três cavidades: a cavidade nasal, a fissura labiopalatal e da fissura orbital inferior.

## Articulações
O osso palatino articula-se com 6 ossos:
- Osso esfenoide;
- Osso etmoide;
- Vômer;
- Maxila;
- Concha nasal inferior e;
- Com o osso palatino do lado oposto.

## Imagens
popopentira poperon

Palatino dentro do crânio.
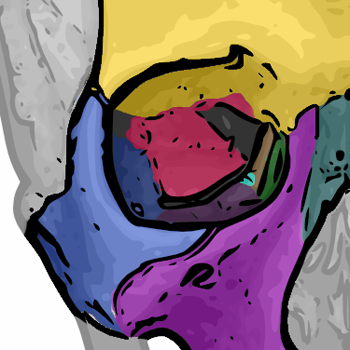
Os sete ossos que se articulam para formar a órbita ocular, o palatino é um pedacinho ínfimo em azul celeste.
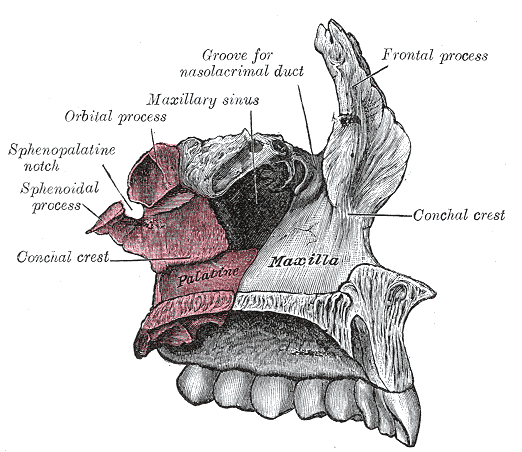
Articulação de osso palatino esquerdo com o maxilar.
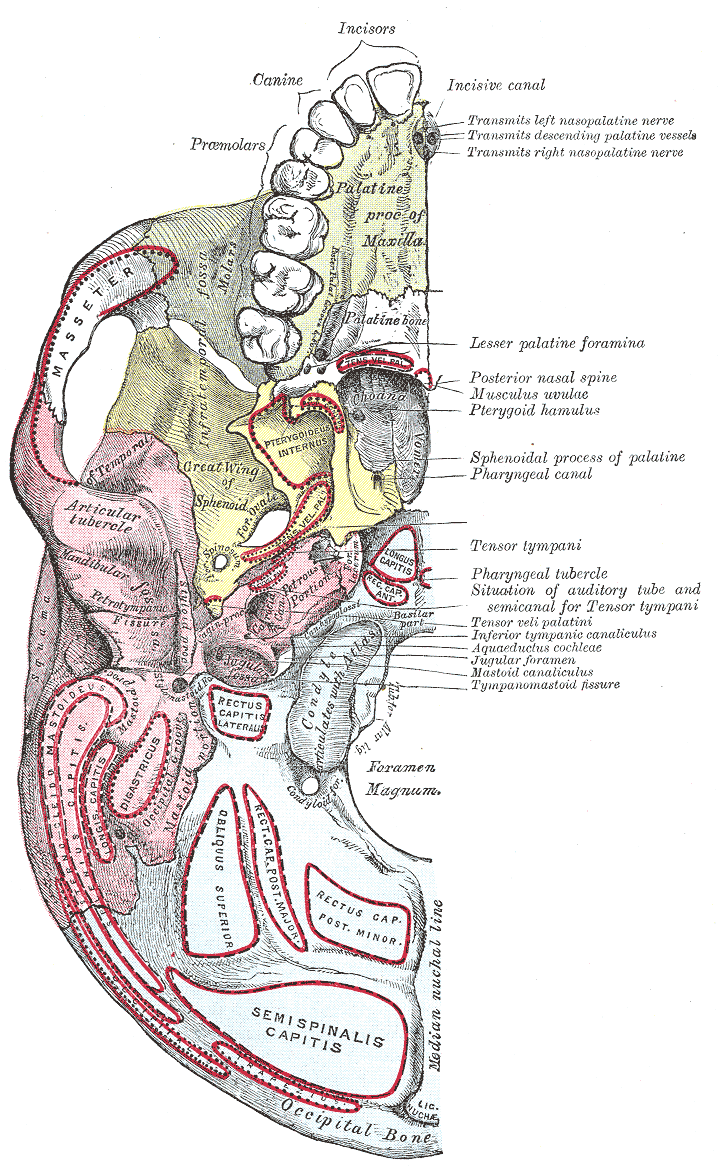
Base do crânio. Superfície inferior.
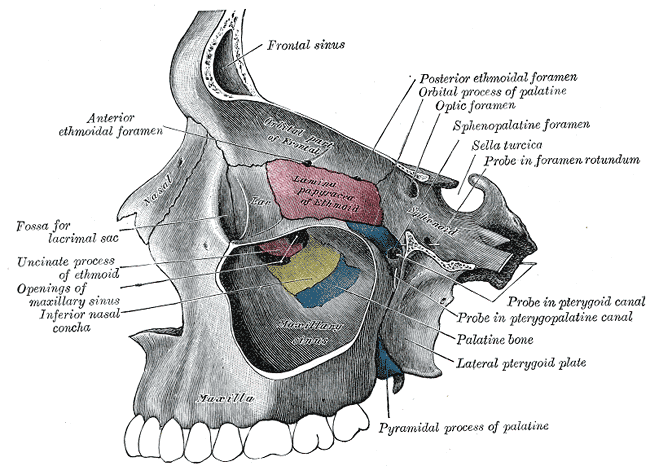
Parede medial da órbita esquerda.
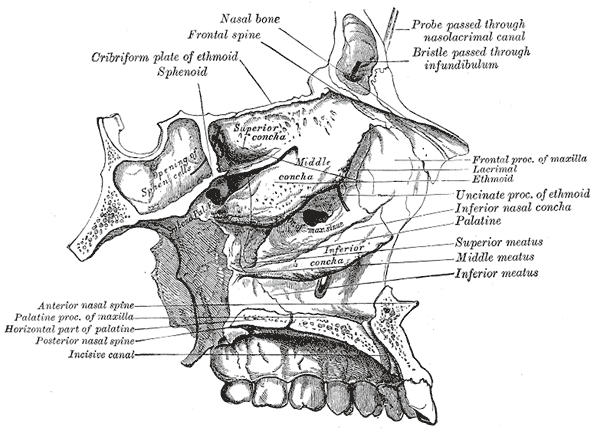
Teto, piso e parede lateral da cavidade nasal esquerda.
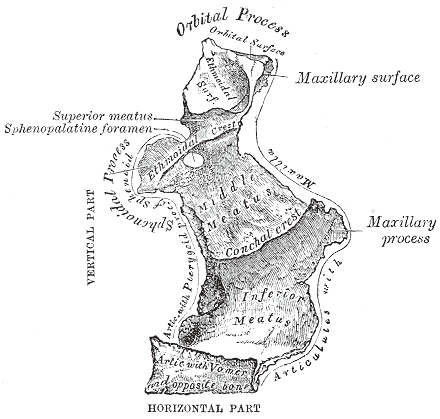
Osso separado com detalhes das articulações em inglês.
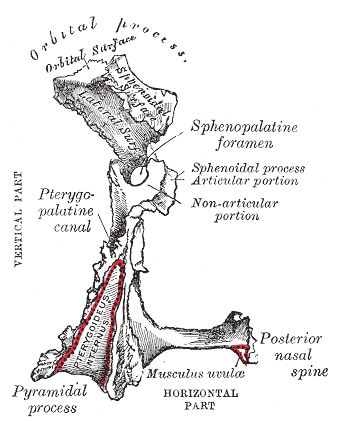
Osso separado com detalhes das articulações em inglês. (por outro ângulo)
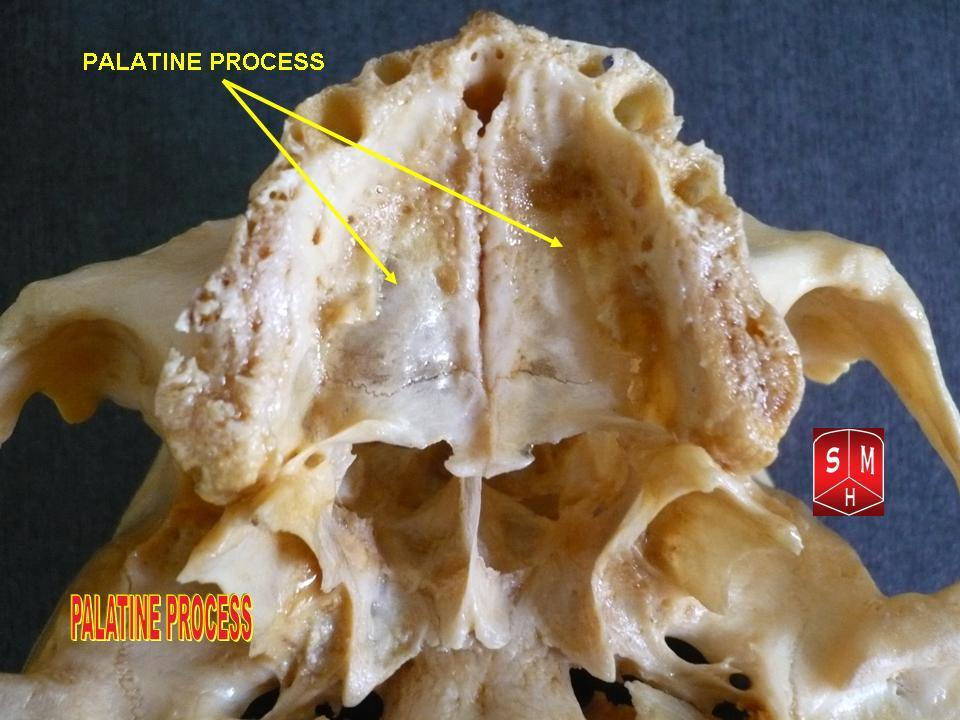
Processo palatino.
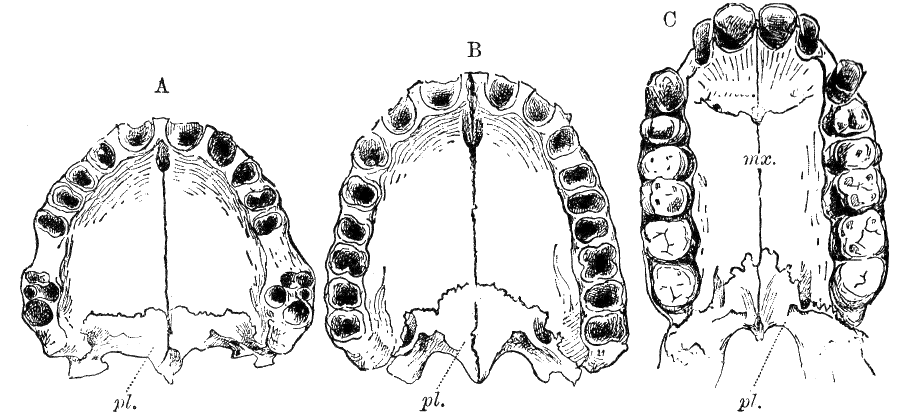
O palato duro A é de um caucasiano (europeu oriental), o B é de um negro e o C é o de um orangotango.